# ボーイング747-SP
ボーイング747-SP
シリア・アラブ航空のB747-SP
- 用途：旅客機
- 分類：ワイドボディ機
- 設計者：ジョー・サッター
- 製造者：ボーイング
- 運用者

  - パンアメリカン航空
  - ユナイテッド航空
  - イラン航空
  - 南アフリカ航空
  - など
- 初飛行：1975年
- 生産数：45機
- 生産開始：1973年
- 運用開始：1976年（パンアメリカン航空）
- 運用状況：運用中

ボーイング747-SP（Boeing 747-SP）は、アメリカのボーイング社が開発した大型旅客機、ボーイング747の派生モデルの一つ。胴体を大幅に短縮して重量を減らし、さらに翼を改修することで航続距離性能を向上させ、通常の747シリーズの特徴の一つである大きな積載能力を犠牲に、世界初の東京-ニューヨーク間無着陸直行便に就航可能な航続距離を得た。なお「SP」は「Special Performance」の略。

## 概要

### 開発の経緯

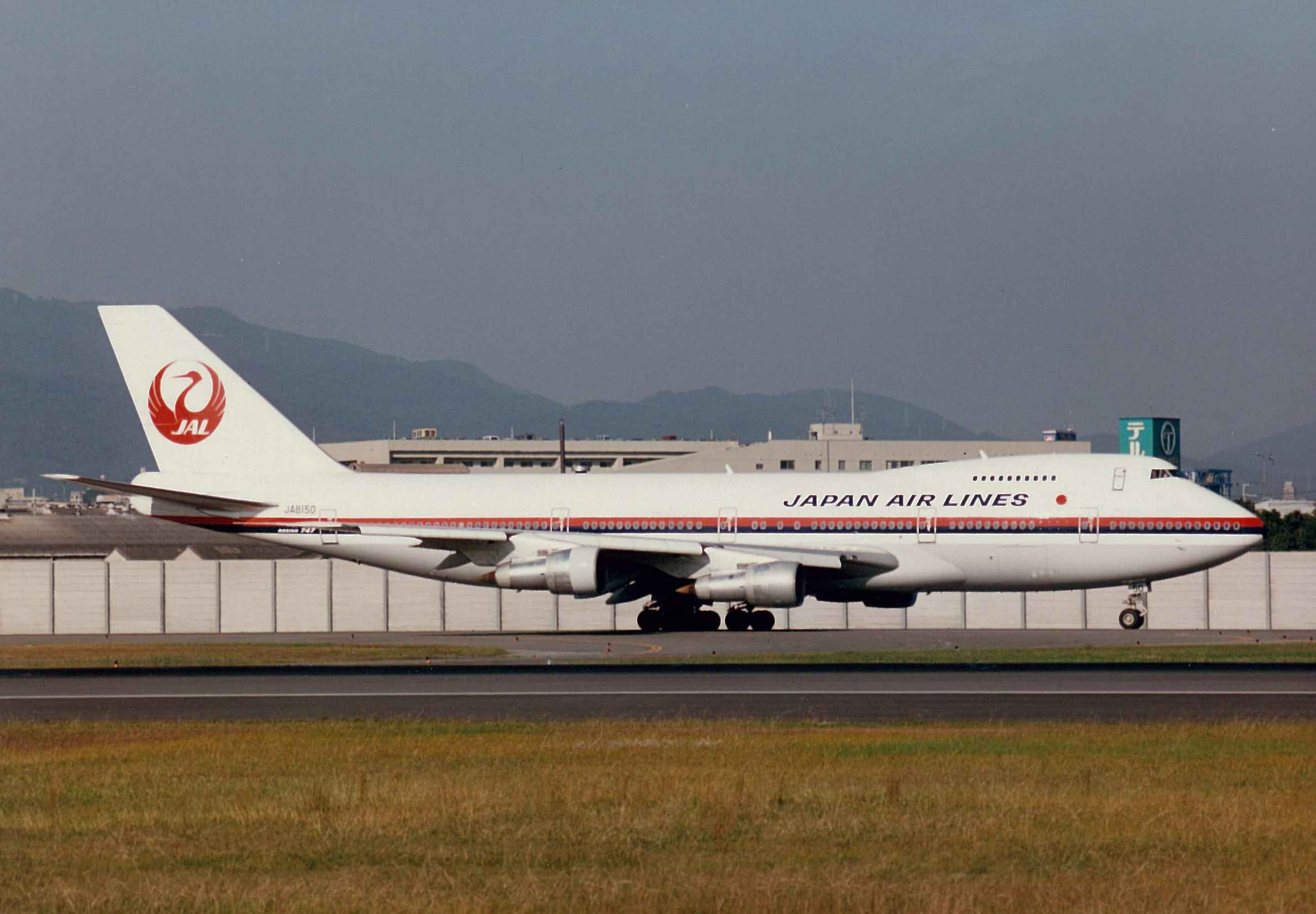
日本航空のボーイング747-200B

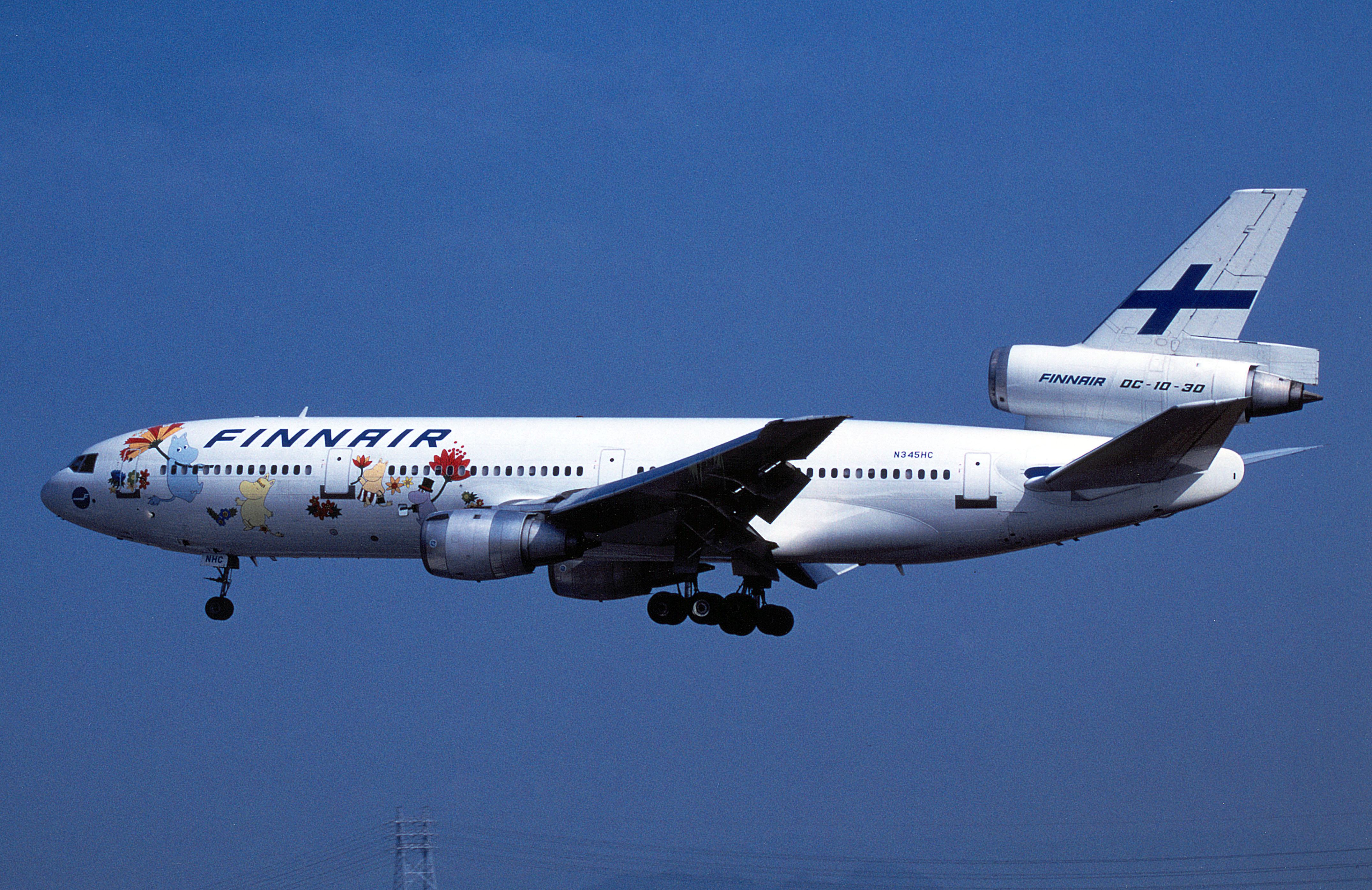
フィンランド航空のDC-10-ER

1970年に就航したボーイング747は、そのキャパシティは他に追随するものがなく旅客航空の新しい時代を切り開いたが、日本とアメリカを結ぶドル箱路線である東京とニューヨークを無着陸で結ぶほどの航続距離性能はなく他社にも対応した航続距離を持つ旅客機は存在せず、パンアメリカン航空や日本航空、ノースウエスト航空など同路線に就航していた各航空会社は、ボーイング747やマクドネル・ダグラス DC-10などで、アンカレッジやサンフランシスコ経由で飛行することを余儀なくされていた。
これを受けて、ボーイング747のローンチカスタマーでもあるパンアメリカン航空のファン・トリップ元会長が、ボーイングやロッキード、マクドネル・ダグラスなどのアメリカの大手航空機製造会社に、東京 - ニューヨーク間、ニューヨーク - テヘラン間の無着陸直行便の就航を目的とした機材の開発の依頼を行った。
この依頼に応えてマクドネル・ダグラスは、DC-10の航続距離延長型の「ER」（Extended-Range）を開発することを明言し、これに対抗してボーイングのジョー・サッターが、標準型の-100型/-200型を短胴化して重量を低減することにより、航続距離の増大をはかったモデル「ボーイング747-SB（Short Body=短胴型）」を開発することとなった。
ボーイングが航空会社にヒアリングを行った結果、パンアメリカン航空以外からも発注が得られる手ごたえをつかんだことで1973年に開発がスタートした。ローンチ・カスタマーはパンアメリカン航空で、同年の9月10日に発注した（同社は最終的に11機発注した）。その後開発が進められ、1975年5月19日にロールアウトし、同年7月4日に初飛行した。

### 就航

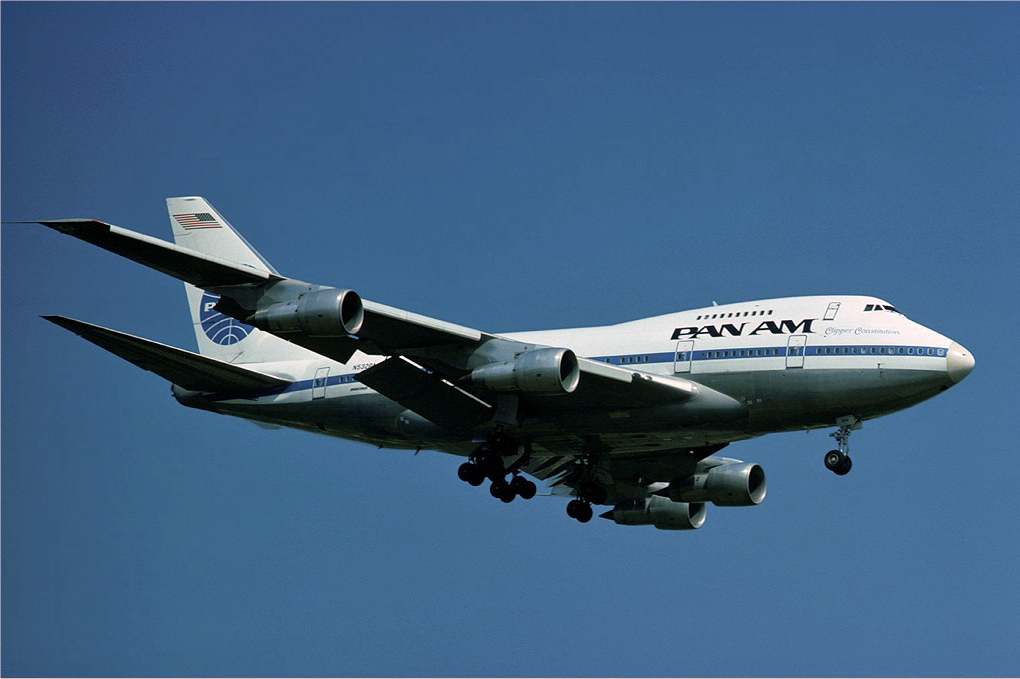
パンアメリカン航空のボーイング747SP

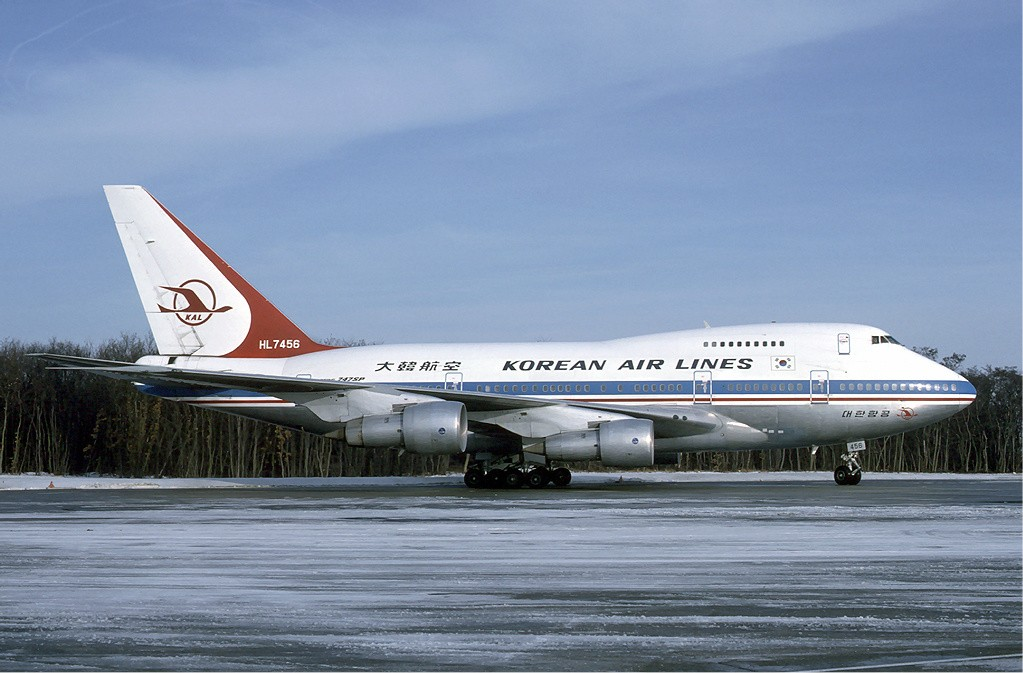
大韓航空のボーイング747-SP

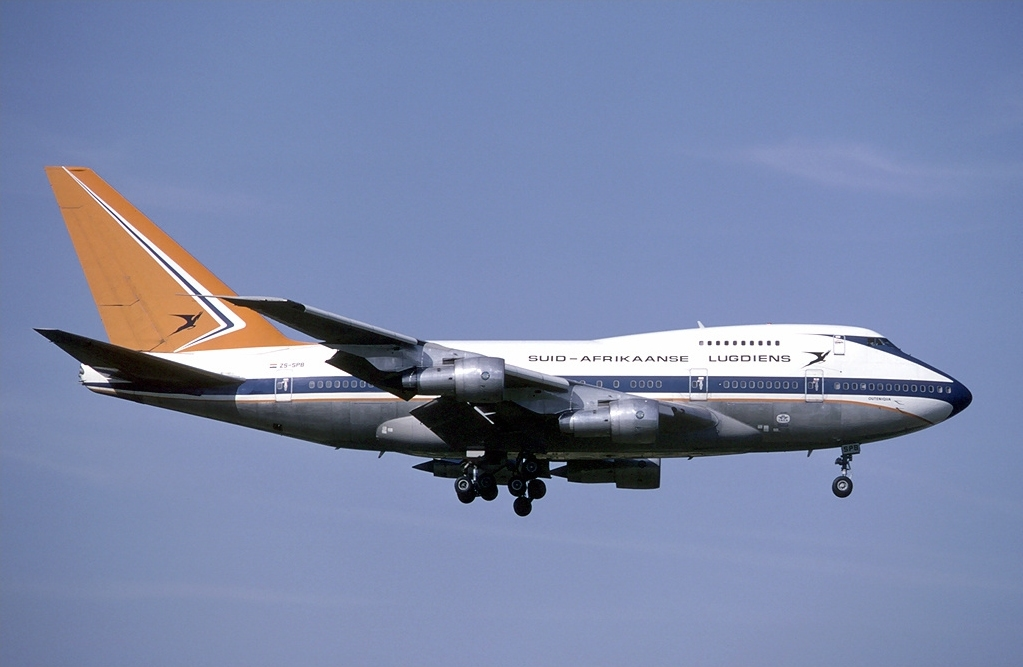
南アフリカ航空のボーイング747-SP

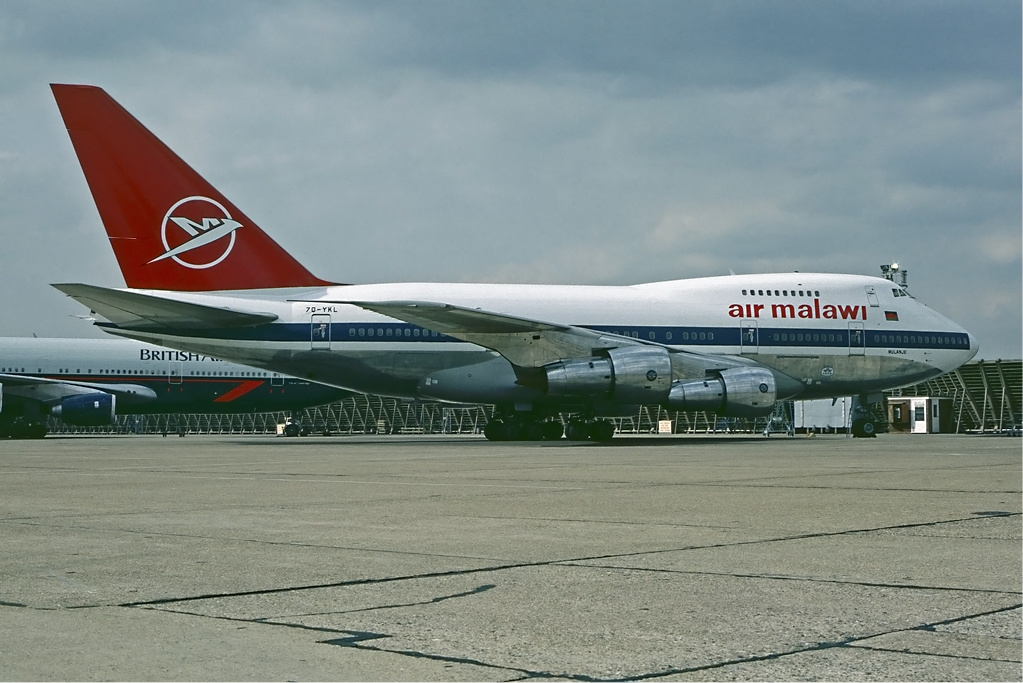
エア･マラウイのボーイング747-SP

1976年3月5日にパンアメリカン航空向けの1号機「Clipper Freedom（N531PA）」が納入され、4月25日に世界初の東京-ニューヨーク間の無着陸飛行便に就航した。この無着陸直行便の就航により、アンカレッジ経由での運航を行っていた日本航空とノースウエスト航空のライバル2社は大打撃を被った。
しかし、既にボーイング747-100や-200を導入していた日本航空とノースウエスト航空は、機体の短縮により座席数が276席（エコノミークラスとファーストクラスの2クラスの標準仕様）と標準型に比べ大幅に減ったことから収益率が悪化することを嫌い、-SPを発注することはなかった。また日本航空は1973年にダグラスDC-8の後継として本機を発注候補として比較検討していたものの、就航前でパイロット育成に難があることやDC-8-61と比較し格段に大型となり機長の操縦機種変更時に無理が生じるとして-SPよりサイズの小さいマクドネル・ダグラス DC-10を採用することとなった。
だが、同じくボーイング747-100や-200を導入していたトランス・ワールド航空やブラニフ航空、アルゼンチン航空(中古導入）、大韓航空、サウディアなどは、超長距離路線を運航するために-SPも購入した他、チャイナエアラインや南アフリカ航空、中国民航やエル・アル航空では、近隣諸国との間の対立を抱え大きく迂回したルートで運航しなければならないなど、様々な政治的状況により超長距離路線を運航せざるを得ないために早期に-SPの導入を決めた。
なおイラン航空は、-100や-200で無着陸飛行できないような超長距離路線の運航の予定がないにもかかわらず、皇帝で飛行機マニアとして知られるモハンマド・レザー・パフラヴィーの一存で購入を決定した。その超長距離性能を生かして、テヘランからニューヨーク(JFK)までのノンストップ便へ投入したものの、イスラム革命（イラン革命）による対米制裁でJFK便を含むアメリカ乗入れからは撤退し、既に707で乗り入れていた成田便へ転用された。また、ボーイング747-100や-200では需要に対し座席数が多過ぎると判断した上、コンビ型を導入するほどの貨物搭載量も見込めないシリア航空やモーリシャス航空なども導入した。
1985年には、当時マラウイの独裁者であったヘイスティングズ・カムズ・バンダがイギリスを訪問する目的だけのために南アフリカ航空より同機が短期リースされ、エア・マラウイの塗装に塗り替えられて大統領専用機として利用された。
同時期にTWAから中古購入したアメリカン航空では成田 - ダラス間の超長距離ルートでの日本初就航に向けて購入したことで一時期ながら747利用が復活したこととなる。

### 世界最速記録
また、パンアメリカン航空のボーイング747-SPが、1976年5月1日から3日にかけて、ニューヨーク-ニューデリー-東京-ニューヨークの世界一周飛行を行い、46時間46秒の世界最速記録を作った。

### 生産停止
しかし、1980年代半ばに日本航空が性能向上型のエンジン搭載や燃料タンクの増設で最大離陸重量を引き上げたボーイング747-200Bの高性能型をニューヨーク直行便専用の「エグゼクティブ・エクスプレス」として導入、風向きによっては搭載量を減らさなければいけないものの、なんとか東京-ニューヨーク間の無着陸直行便が可能になり、以後他の航空会社も購入を始めたことで受注が減少した。
さらに航続距離が長く2人乗務が可能なボーイング747-400の開発を開始したことにより、1989年に正式に生産中止となった。ボーイング747の主な分類（製造中止分）では、日系の航空会社からの発注が一機もなかった型式である。なおイラン航空は、2011年まで747SPを東京への定期便で運航していた。

### 中古機市場での人気
生産は中止されたものの、ボーイング747-100/-200/-300程のキャパシティを必要としない超長距離路線の運航機材を必要としたナミビア航空やアメリカン航空、ルクスエアなど多数の航空会社が中古機として導入した他、バーレーンやオマーン、カタールやカザフスタンなどが政府専用機として中古機を導入した。またサウジアラビア政府は、サウジアラビア航空の中古機を改修して王族専用機として使用している。2021年現在航空会社の利用はシリア・アラブ航空のみで、企業や政府、王族専用機に数機のみが使用されている。

## 機体の特徴

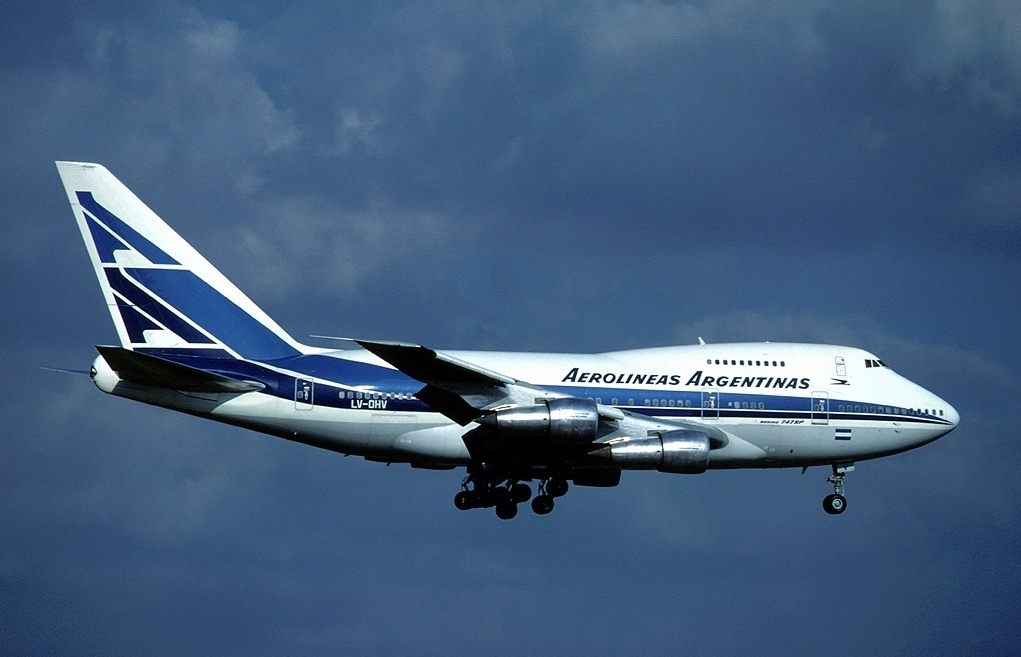
アルゼンチン航空のボーイング747-SP

最大航続距離が12,325 kmとボーイング747-100や-200と比べ格段に長く、1989年にボーイング747-400が出現するまでは、世界の旅客機の中で最大の航続距離を誇った。
全長が56.31 mと他のボーイング747の各モデルに比べて重量軽減のために大幅に短縮されており、併せて短胴化によるモーメントアーム減少への対策から、垂直、水平尾翼とも翼端を各1.5 mずつ延長しているために、外観が他のボーイング747シリーズや他の旅客機に比べて大幅に異なる。また、フラップは在来型とは違いシングルスロッテッドで下翼面のフラップトラックがない。
なお、胴体を短縮したが2階席を短縮しなかったことが副次的に機体にエリアルールにより則する形状をもたらし、最高運用速度がマッハ0.92（1095 km/h）、最高巡航速度マッハ0.88（990 km/h）に向上した。ボーイング社自身もこの予想外の効果に驚き、ボーイング747-300などのSUD（「Stretched Upper Deck」2階部分延長型）開発へとつながっていった。

## 機体データ

### 概要
- 初飛行: 1975年5月19日
- 乗員： パイロット2名、航空機関士1名
- 旅客数： 232 - 331 名
- 全長： 56.31 m
- 全幅： 59.64 m
- 全高： 20.06 m
- 重量： 152,780 kg
- 最大離陸重量： 304,000 kg
- エンジン：

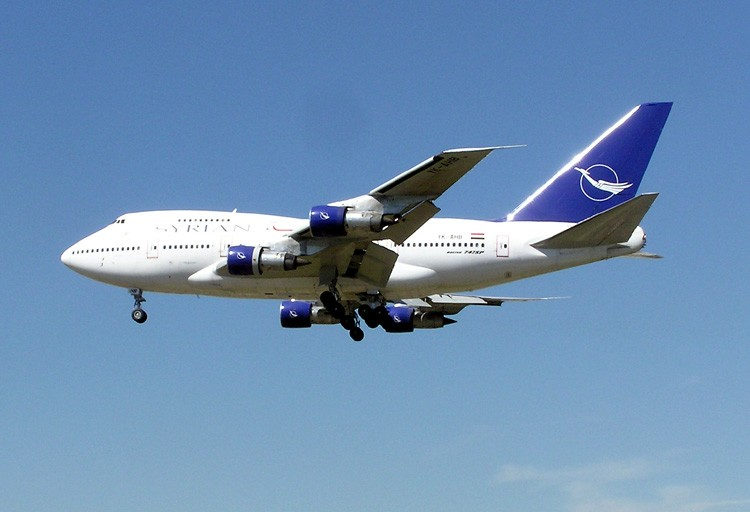
シリア・アラブ航空のボーイング747-SP

  - プラット・アンド・ホイットニー製 JT9D-7R4W ターボファンエンジン 4基
  - ロールス・ロイス製 RB211-524D4 ターボファンエンジン 4基

### 性能
- 最高運用速度： 1095 km/h
- 巡航速度： 990 km/h
- 航続距離： 12,325 km

## 主なカスタマー

### 航空会社
- パンアメリカン航空
- トランス・ワールド航空
- ブラニフ航空
- アメリカン航空（中古機を購入）

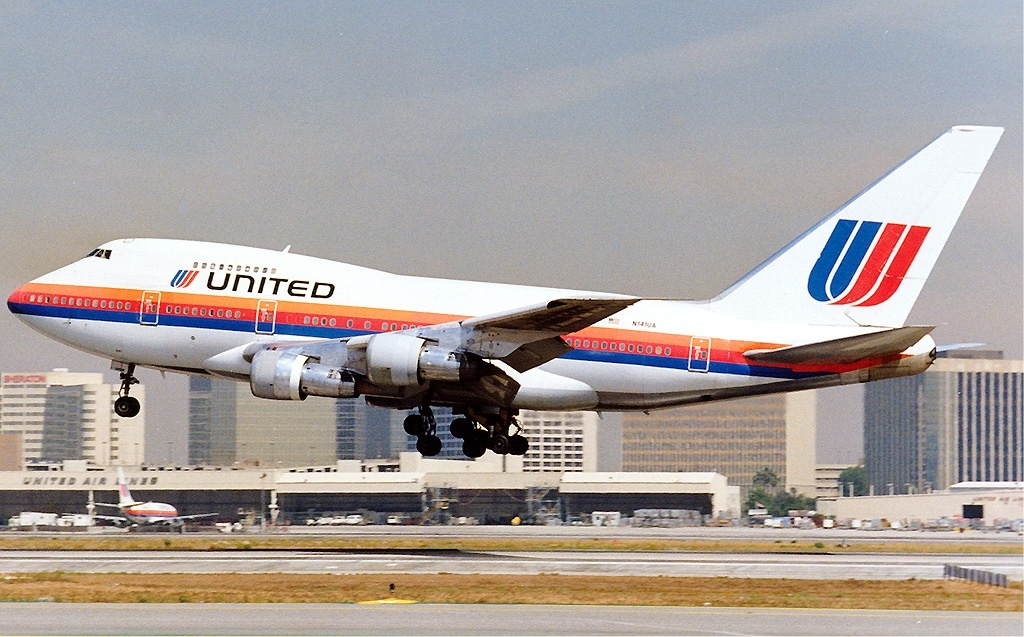
ユナイテッド航空のボーイング747-SP

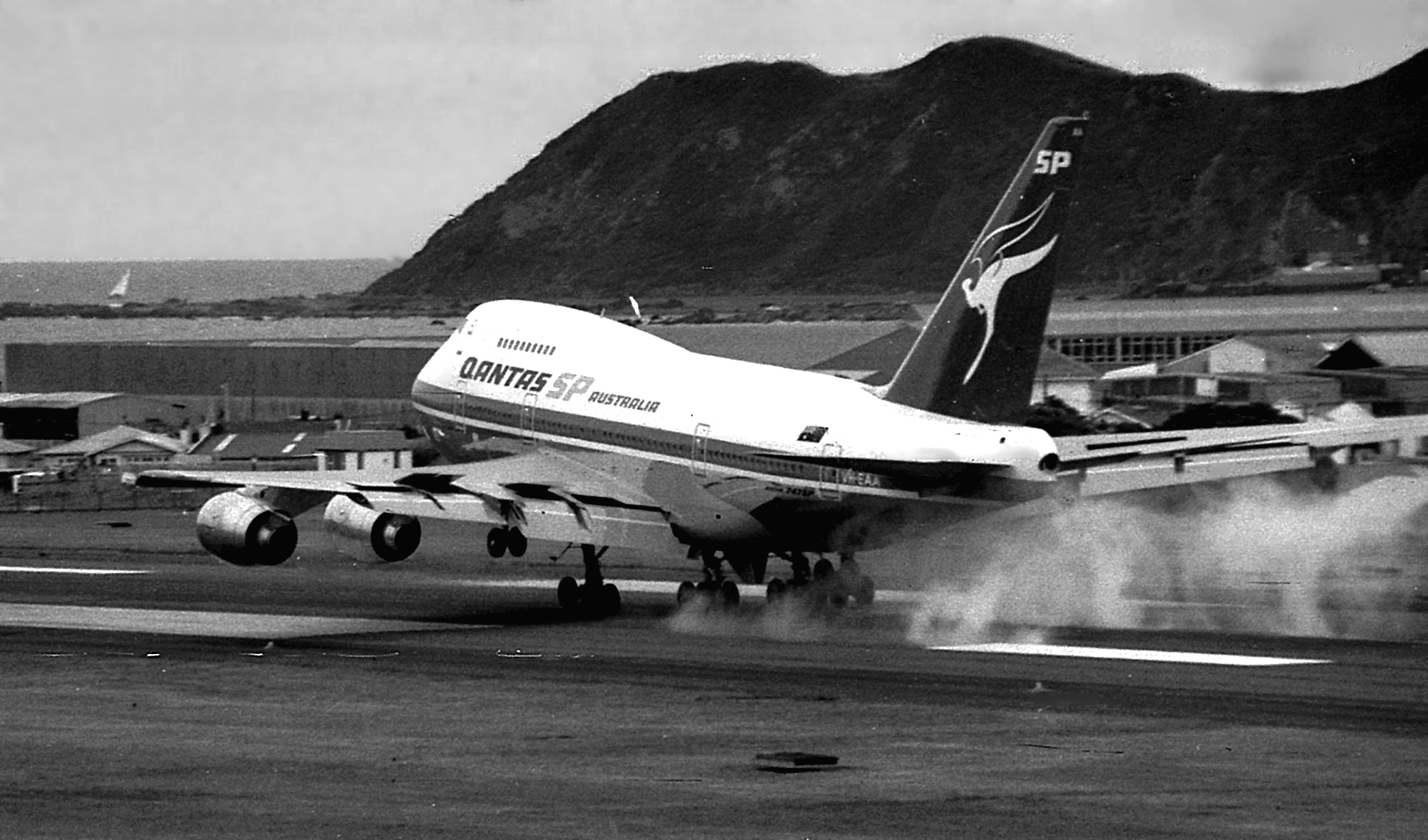
カンタス航空のボーイング747-SP

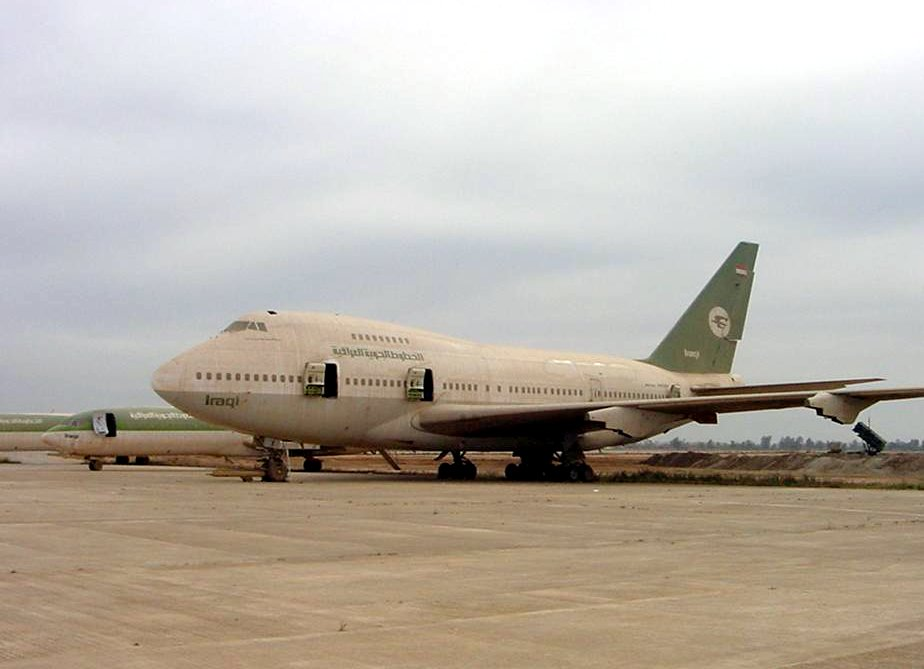
イラク戦争後にバグダード国際空港に放置されたイラク航空のボーイング747-SP

- ユナイテッド航空（パンアメリカン航空から太平洋路線とともに引き継ぐ）
- アルゼンチン航空
- チャイナエアライン
- マンダリン航空（親会社のチャイナエアラインから引き継ぐ）
- 大韓航空
- 中国国際航空（中国民航から引き継ぐ）
- カザフスタン航空
- イラン航空
- イラク航空
- シリア・アラブ航空
- サウジアラビア航空
- イエメン航空（中古機を購入）
- エル・アル航空
- コルセール・インターナショナル（中古機を購入）
- ルクスエア（中古機を購入）
- モーリシャス航空
- 南アフリカ航空
- アライアンス航空（提携先の南アフリカ航空から引き継ぐ）
- エア・マラウイ（中古機を購入）
- ナミビア航空（中古機を購入）
- カンタス航空
- オーストラリア・アジア航空（親会社のカンタス航空から引き継ぐ）

### 政府専用機

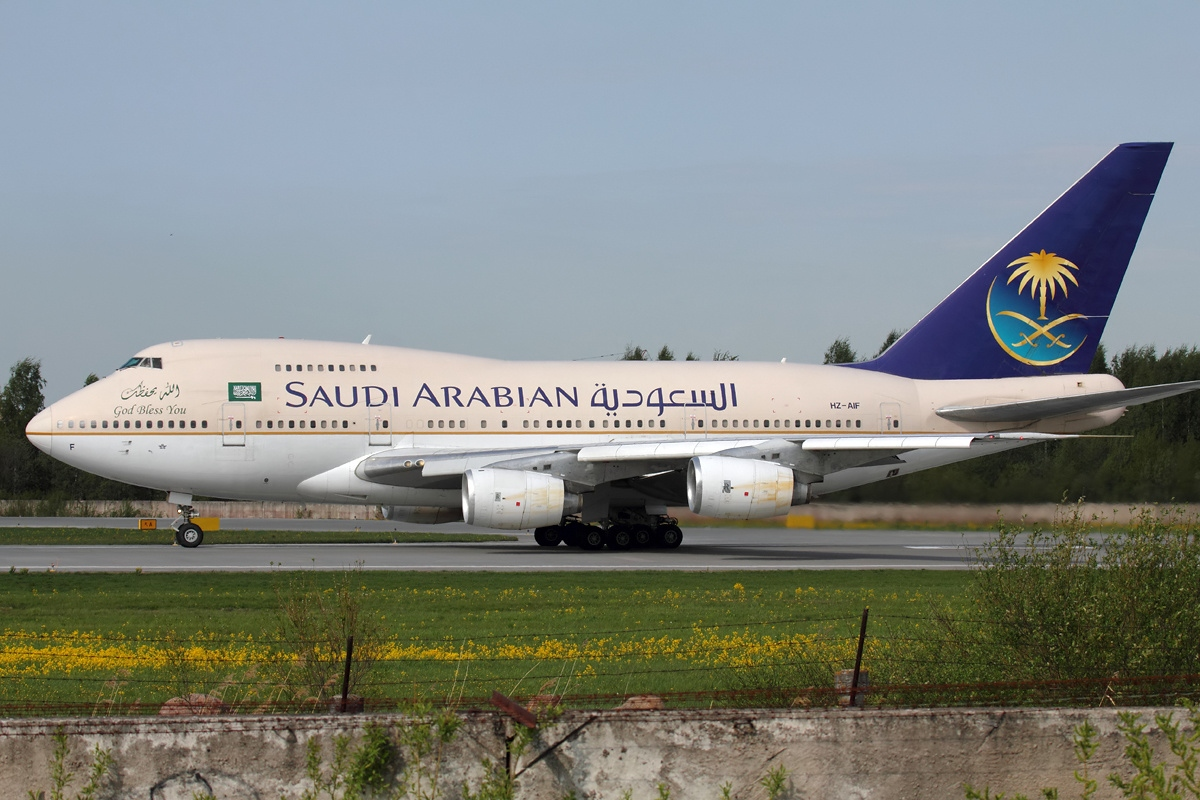
サウジアラビア政府のボーイング747-SP

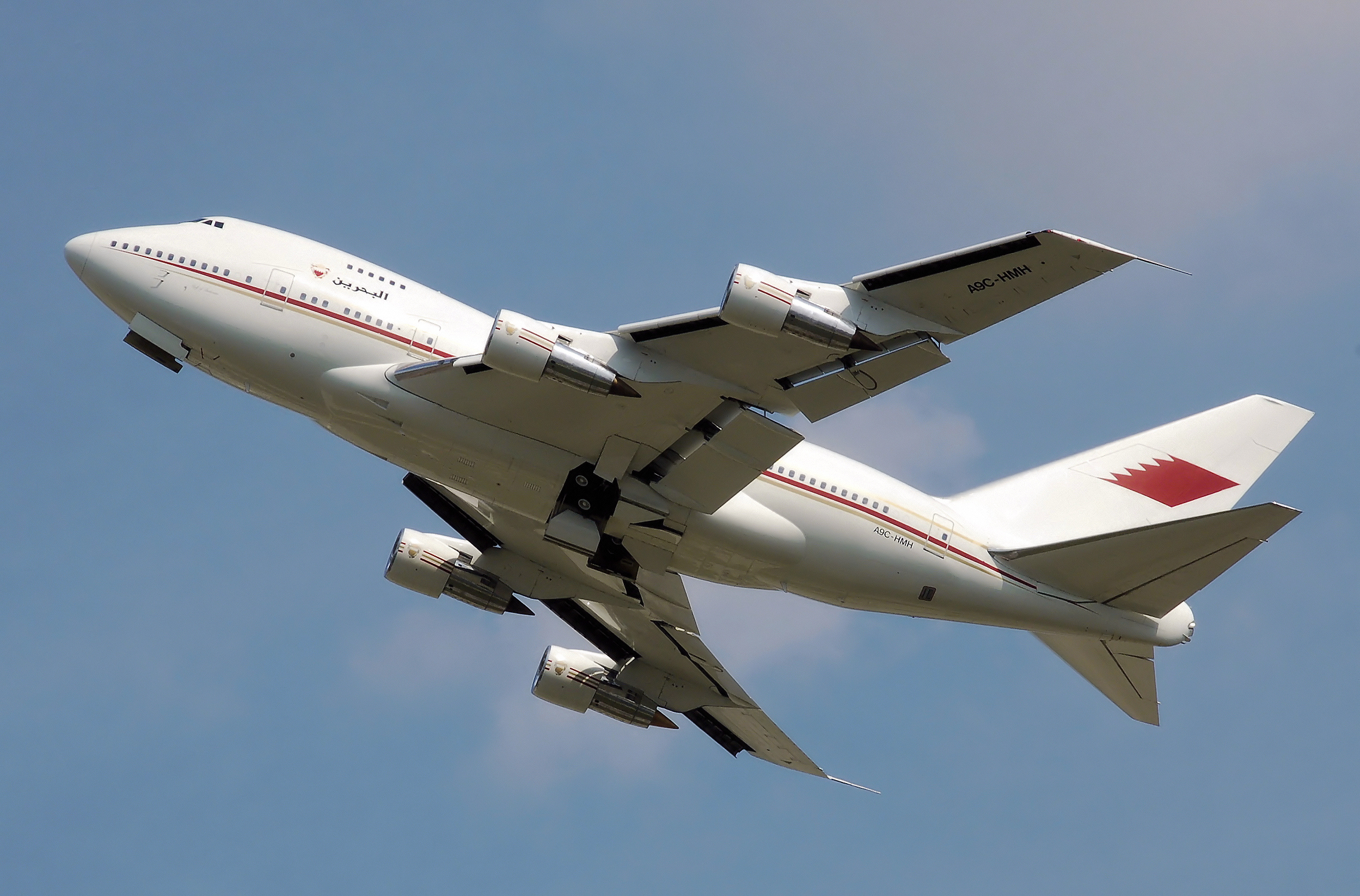
バーレーン政府のボーイング747-SP

機体の小型化、そしてそのために航続距離が長くなったことを生かし、産油国をはじめ多くの政府が政府専用機として使用している。なおその多くにBAEシステムズ が開発した「AN/ALQ-204マタドール」などの対ミサイル防衛装置が装着されている（エンジンとAPU後部）。
- ブルネイ
- バーレーン
- サウジアラビア
- アラブ首長国連邦
- オマーン
- イエメン
- カザフスタン

### その他
- ラスベガス・サンズ
- グローバル・ピース・アンバサダーズ

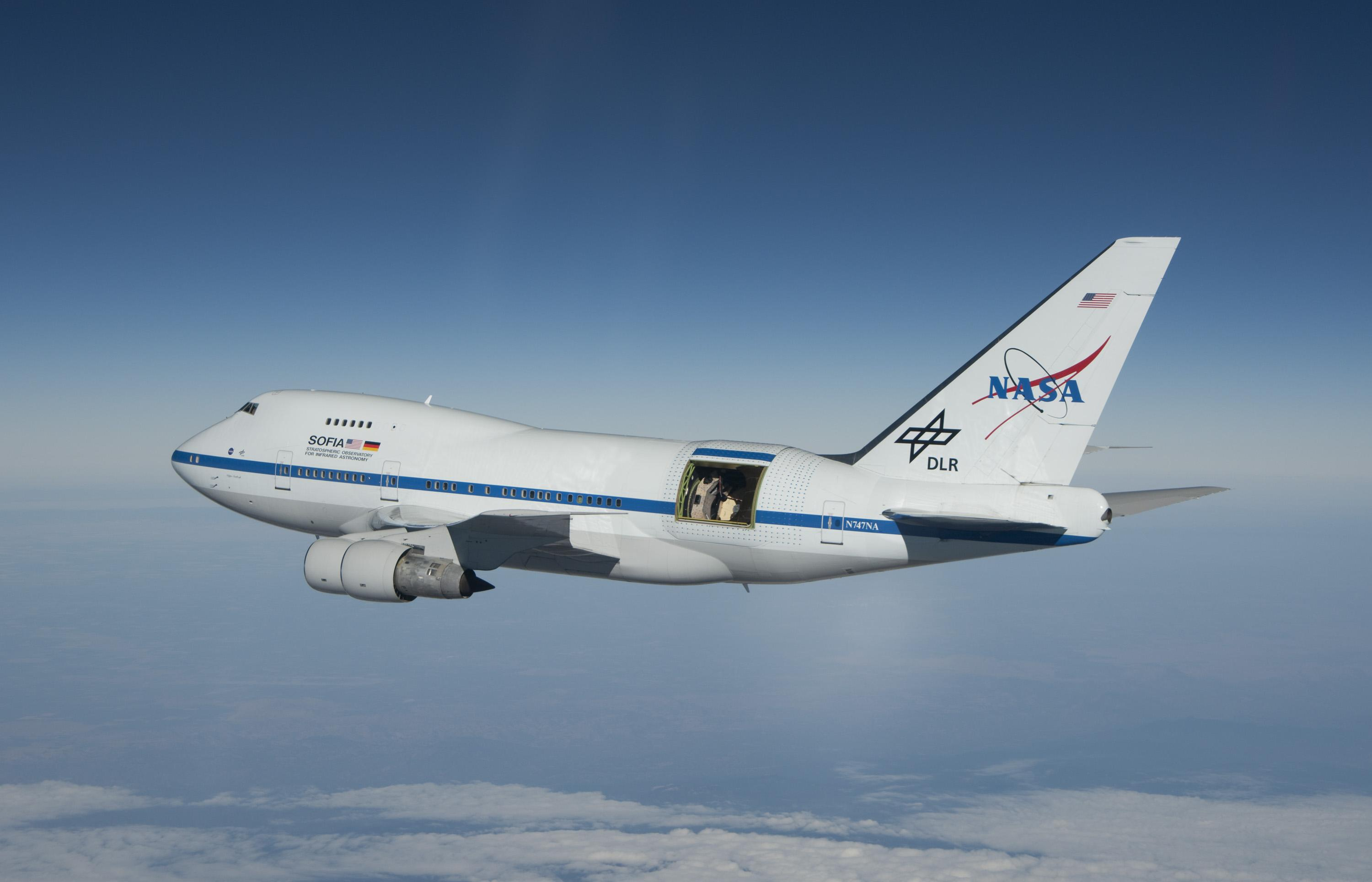
NASAのSOFIA

旅客用途以外では、アメリカ航空宇宙局 (NASA) の成層圏赤外線天文台（Stratospheric Observatory for Infrared Astronomy、略称SOFIA）のベース機材としても用いられている。

## 事故
2022年現在、事故で損失した機体はない。

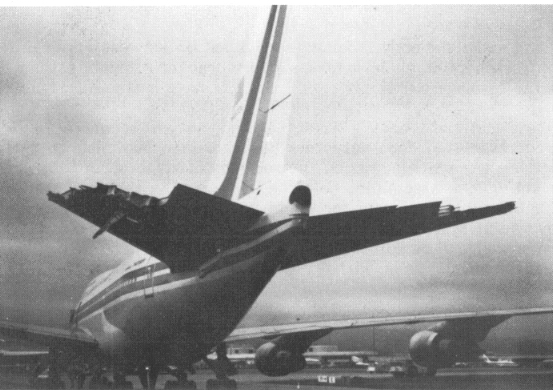
破損したチャイナエアライン006便

重大インシデントとして、1985年2月18日に、台北の中正国際空港（現在の台湾桃園国際空港）から、アメリカ合衆国のロサンゼルス国際空港へ向かうチャイナエアラインのCI006便が、エンジントラブルがきっかけで自動操縦中に失速し、サンフランシスコ沖300マイルの太平洋上できりもみ状になって毎分15,000フィートの降下率で海面に向けて垂直降下した。
降下の過程で機体構造は最大5Gの負荷にさらされ、機体は空中で転覆したかのような姿勢となった。その結果尾翼近くの水平安定板は飛散し、APUも脱落するなど空中分解する寸前のダメージを受けていた上、重傷2名、軽傷50名を出したが、運航乗務員が操縦を立て直し、墜落を免れてサンフランシスコ国際空港に緊急着陸した。